# Pataki Adorján
Pataki Adorján (Dicsőszentmárton, 1981. március 26. –) erdélyi magyar operaénekes (tenor), a Kolozsvári Állami Magyar Opera tagja.

## Életpályája
Középiskolai tanulmányait a Kolozsvári Református Kollégiumban végezte, 1999-től Gheorghe Dima Zeneakadémia canto szakán tanult, ahol tanára Marius Vlad volt. 2005. októbertől a Kolozsvári Magyar Opera magánénekese, emellett fellépett az aradi, nagyváradi, nagyszebeni, szatmári, brassói, craiovai, vâlceai, jászvásári, botoșani-i filharmonikus zenekarokkal, a Bukarasti Kamarazenekarral, a Kolozsvári Román Operában, a Temesvári Nemzeti Operában.  Holland, osztrák, svájci, spanyolországi, németországi, bosznia-hercegovinai és norvégiai turnékon vett részt. 2011 óta a budapesti Operaház állandó vendégelőadója.

## Szerepei

### Opera
- Giacomo Puccini: Pillangókisasszony – B. F. Pinkerton
- G. Puccini: Bohémélet – Rodolfo
- G. Puccini: Gianni Schicchi – Rinuccio
- G. Puccini: Tosca – Mario Cavaradossi
- Giuseppe Verdi: Rigoletto – A mantuai herceg
- G. Verdi: Nabucco – Ismaelle
- G. Verdi: Falstaff – Fenton
- G. Verdi: Traviata – Alfredo Germont
- G. Verdi: Az álarcosbál – Riccardo
- G. Verdi: Attila - Foresto
- Gaetano Donizetti: Lammermoori Lucia - Edgardo di Ravenswood
- G. Donizetti: Lammermoori Lucia – Arthur
- Liszt Ferenc: Don Sanche, avagy a szerelem kastélya – Don Sanché
- Wolfgang Amadeus Mozart: Zaide – Gomatz
- W. A. Mozart: Az álruhás kertészlány – Belfiore
- W. A. Mozart: A varázsfuvola – Tamino
- Franz Schubert: Asszonyháború – R. Hornbichler
- Kodály Zoltán:: Székely fonó – Legény
- Erkel Ferenc: Bánk bán – Ottó
- Erkel F.: Sarolta - Mátyás király
- Ruggiero Leoncavallo: Bajazzók – Beppo
- Vajda János: Leonce és Léna – Leonce
- Gyöngyösi Levente: A gólyakalifa – Tábory Elemér
- Demény Attila: Az utolsó meggymag – Első magyar

### Operett
- L. Bernstein: Candide – Candide
- Johann Strauss: A denevér – Alfred

### Oratórikus művek
- W. A. Mozart: Koronázási mise KV 317
- W. A. Mozart: Vesperae de solennes de Confessore KV 339
- W. A. Mozart: Requiem KV 626
- G. Verdi: Requiem
- J. Haydn: Stabat Mater - Hob. 20a
- J. Haydn: Theresien-Messe - Hob. 22/12
- J. Haydn: Nelson-Messe - Hob. 22/11
- J. Haydn: Missa Stae Caeciliae -  Hob. 22/5
- J. Haydn: Missa brevis Sancti Johannis de Deo -Hob. 22/7
- J. Haydn: A Teremtés - Hob. 21/2
- Antonín Dvořák: Stabat Mater - Op. 58
- A. Dvořak: Requiem - Op. 89
- Ludwig van Beethoven: 9. szimfónia Op. 125
- L. Beethoven:  Krisztus az olajfák hegyén Op. 85
- L. Beethoven: C-dúr mise – Op. 86
- Felix Mendelssohn Bartholdy: Paulus
- F. Mendelssohn-Bartholdy: Elias
- G. Puccini: Messa di Gloria
- Liszt F.: XIII. zsoltár
- César Franck: Messe Solennelle
- C. Franck: Christus Letzten Sieben Worte Am Kreuz
- Carl Ditters von Dittersdorf: Missa Brevis
- Georg Friedrich Händel: Messiás HWV 56
- G. Rossini: Petite Messe Solennelle
- G. Rossini: Stabat Mater
- Kodály Z.: Psalmus Hungaricus

## Díjai, elismerései
- 2005 – Kriza Ágnes-emlékdíj[2]
- 2006 – Traian Grozăvescu Nemzetközi Énekverseny: a Romániai Zeneszerzők és Zenetudósok Szövetsége különdíja
- 2009 – Ionel Perlea Nemzetközi Dalverseny: Legjobb kamarazenei előadó különdíja
- 2010 – IX. Nemzetközi Lehár Ferenc Operett Énekverseny különdíja és Duna Televizió különdíja